# Piwopak
Piwopak – kartonowy koszyczek, do sprzedaży piwa, dobrze eksponujący najważniejsze elementy butelki, a przy okazji pozwalający na zwiększenie sprzedaży i zaoferowanie klientowi jednocześnie kilku produktów – stosowanie piwopaków to coraz popularniejszy trend na rynku browarów rzemieślniczych i restauracyjnych znacząco wpływający na zwiększenie sprzedaży